# Aaron Leya Iseka
Aaron Leya Iseka (Bruxelas, 15 de novembro de 1997) é um futebolista profissional belga que atua como atacante pelo FC Metz emprestado pelo Toulouse.

## Carreira
Aaron Leya Iseka começou a carreira no Anderlecht.